# Tractat de Kiel
El Tractat de Kiel va ser un acord internacional entre Suècia i el Regne de Dinamarca-Noruega signat el 14 de gener de 1814 a la ciutat Alemanya de Kiel.
En favor d'aquest tractat el regne de Dinamarca, perdedor de les Guerres Napoleòniques, va cedir Noruega al regne de Suècia a canvi dels territoris suecs de la Pomerània. Val a dir que el tractat signat a Kiel mai va entrar en vigor. La sobirania de Pomerània va passar a Prússia quan Noruega declarà la independència, adoptant la seva pròpia constitució i escollint així al príncep Cristià VIII de Dinamarca com a nou sobirà. Després d'una breu guerra entre Suècia i Noruega, la Convenció de Moss va acabar amb aquesta malentesa. El Tractat de Kiel en essència no incloïa les anteriors possessions noruegues de Groenlàndia, Islàndia i les illes Fèroe, que varen romandre sota control danès.

## Els Regnats Unificats de Suècia i Noruega
En sentir notícies sobre el tractat, el príncep del regne danonoruec Cristià Frederic, virrei de Noruega, va promoure un moviment independentista eminentment noruec. La intenció subjacent a la idea d'aquest nou moviment era la reunificació de Noruega amb Dinamarca. El moviment va tenir èxit degut al suport clandestí de la corona Danesa i al desig d'independència de la població noruega.
El 10 d'abril de 1814 va reunir-se una assemblea nacional a Eidsvoll amb l'objectiu de redactar una constitució pel país. Finalment Noruega va declarar la seva independència el 17 de maig de 1814, escollint a Christian Frederik com a nou rei. Després de la guerra amb Suècia, Christian va ser derrocat i substituït per Carles XIII de Suècia, creant-se la unió entre Suècia i Noruega.